# Національна дорога 94 (Польща)
Національна дорога 94 — національна дорога класу GP і частково G, яка є безкоштовним альтернативним маршрутом до автомагістралі А4. Національна дорога № 94 здебільшого є старим маршрутом національної дороги № 4, і тому водії часто називають її старою четвіркою. Після повного будівництва автомагістралі А4 паралельна колишня дорога державного значення № 4 стала другорядною і слугує резервним маршрутом; це може виявитися корисним у разі аварії або іншого джерела, що заважає руху на A4. Проходить через такі воєводства: Дольношльонське, Опольське, Сілезьке, Малопольське та Підкарпатське.
У 1996 — 2001 роках існували плани будівництва швидкісної дороги S94 на трасі Бельсько-Бяла — Живець — Звардонь. У 2000 національна мережа доріг була реформована, і ця ділянка була перейменована на 69, яка пізніше була побудована як S69. У 2016 році трасу включили до траси S1.

## Міста вздовж маршруту 94
- Єнджиховиці (A4, DK30)
- Болеславець — кільцева дорога
- Крива (A4)
- Хойнув — кільцева дорога
- Легниця (A4, S3) — планована об'їзна [5][6]
- Проховиці (DK36) — кільцева дорога
- Сьрода-Шльонська — кільцева дорога
- Вроцлав (A8, S5, DK5) — об'їзд центру міста
- Сехниці
- Олава — запланована кільцева дорога[5] [6], реалізація 2026—2029[7]
- Бжеґ (DK39) — кільцева дорога
- Скороґощ
- Карчув (DK46)
- Ополе (DK45, DK46) — кільцева дорога
- Валідроґі
- Накло
- Ізбіцько
- Стшельці-Опольські (DK88)
- Тошек
- Писковиці (DK40)
- Вешова (DK78)
- Забже (A1, A4, DK78, DK88)
- Битом (A1, DK11, DK78, DK79, DK88)
- Пекари-Шльонські
- Семяновиці-Шльонські
- Челядзь
- Бендзин (DK86) — кільцева дорога
- Сосновець (S86, DK86) — кільцева дорога
- Домброва-Гурнича (S1)
- Славкув — кільцева дорога
- Олькуш
- Модльнічка (S7, DK7, DK79) — об'їзд
- Краків (A4, S7, S52, DK7, DK44, DK75, DK79) — кільцева дорога
- Величка — кільцева дорога
- Тарґовисько (A4, DK75)
- Бохня — кільцева дорога
- Бжесько (A4, DK75) — кільцева дорога
- Войнич — кільцева дорога
- Тарнів (A4, DK73) — кільцева дорога
- Пльзень (DK73) — кільцева дорога
- Дембиця — кільцева дорога
- Ропчиці — кільцева дорога
- Сендзішув-Малопольський — кільцева дорога
- Сьвільча (S19)
- Жешув (S19, DK19, DK97)
- Ланьцут (A4) — кільцева дорога[8]
- Переворськ
- Міроцин (А4)
- Ярослав (DK77) — кільцева дорога
- Радимно (A4, DK77) — кільцева дорога
- Корчова (А4)